# 銀雕
《銀雕》為古龍晚期作品，〈時報周刊〉於1985年6月30日至1985年8月10日連載，與《獵鷹》、《群狐》均為《大武俠時代》系列，另外廣義上的《大武俠時代》也包含〈聯合報〉上連載的《短刀集》四部。《銀雕》原本已經亡佚。
據網友顧雪衣著〈古龍小說版本考(中)〉(2011修定版)中所言：「《银雕》与《剑气书香》同为古龙佚作，但它比后者更鲜为人知，甚至还有相当一部分人怀疑这部书是否存在过。因为数十年来，几乎所有的古龙年表都未提及。幸好这部书的结集本（玉郎版）在2008年7月现身于拍卖网，随之在网上引起真伪热议，后经冰之火深入挖掘(2008年9月)，徹底证实了时报周刊连载版的存在，并缕清连载的时间和期数（1985.6.30-8.10，分六期刊完）。」

## 主要人物
- 卜鷹：
- 聶小蟲：

## 次要人物
- 諸葛太平：
- 聶小雀：
- 程小青：
- 韓浪：
- 白荻：
- 錢東權：
- 南宮玉：
- 金碎心：人稱「金大小姐」
- 卓二姐